# Wendy Bowman (ativista)
Wendy Bowman (Sydney, 1934 – 26 de julho de 2023) foi uma agricultora e ambientalista australiana em Nova Gales do Sul. Graças à sua campanha, ela conseguiu evitar que a empresa chinesa de carvão Yancoal Australia desenvolvesse a mineração de carvão na região de Hunter Valley. Ela não apenas conseguiu manter a fazenda da sua família, mas também protegeu a comunidade local dos efeitos da poluição e da degradação ambiental. Em reconhecimento pelos seus esforços, em abril de 2017 ela foi uma das seis ambientalistas (e a única mulher) a receber o Prémio Ambiental Goldman.